# NGC 275

NGC 275

NGC 275 هي مجرة تتبع كوكبة قيطس. اكتشفها جون هيرشل في 9 أكتوبر 1828.

## روابط خارجية
- NGC 275 على موقع ويكي سكاي: DSS2, SDSS, GALEX, IRAS, Hydrogen α, X-Ray, Astrophoto, Sky Map, Articles and images